# 므와바군

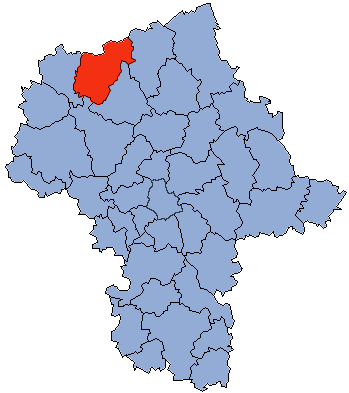
마조프셰주 지도에 표시된 므와바군의 위치

므와바군(폴란드어: powiat mławski)은 폴란드 마조프셰주에 위치한 군으로 군청 소재지는 므와바이며 면적은 1,182.3km2, 인구는 72,906명(2019년 기준), 인구 밀도는 62명/km2이다.
북쪽으로는 바르미아마주리주 니지차군, 동쪽으로는 프샤스니시군, 남쪽으로는 치에하누프군, 프원스크군, 서쪽으로는 주로민군, 북서쪽으로는 바르미아마주리주 지아우도보군과 접한다. 10개 지방 자치체(1개 도시, 9개 농촌)를 관할한다.

군기
군 문장